# Галзаково (Ярославская область)
Галзаково — деревня Назаровского сельского округа Назаровского сельского поселения Рыбинского района Ярославской области .
Деревня расположена в центре сельского поселения, с северной стороны дороги, ведущей из Рыбинска в Тутаев (по левому берегу Волги), на удалении около 1 км от берега Волги. Деревня стоит на правом обрывистом берегу небольшой речки, впадающей справа у самого её устья в Сундобу. На том же берегу выше по течению речки стоит Капустино. К северо-западу от Галзаково на расстоянии около 500 м компактно стоят три деревни Маурино, Хорошилово и Протасово. Центр сельского поселения Назарово — ближайшая деревня по дороге в сторону Рыбинска  Ближайшая деревня по дороге к востоку, в сторону от Рыбинска — Гаврилово.
На 1 января 2007 года в деревне числилось 3 постоянных жителя . Почтовое отделение, расположенное в центре сельского поселения Назарово, обслуживает в деревне 16 домов .